# Інь Хан
Інь Хан (кит.: 尹航) — китайська легкоатлетка, що спеціалізується в спортивній ходьбі, призер чемпіонатів світу.
Срібну медаль чемпіонату світу Інь завоювала на Лондонському чемпіонаті 2017 року в ходьбі на 50 км. 

## Зовнішні посилання
- Досьє на сайті IAAF [Архівовано 14 серпня 2017 у Wayback Machine.]